# West Hollywood, California
West Hollywood este un oraș din California, SUA. Se află la o altitudine de 86 m deasupra nivelului mării. Are o suprafață de 4,888346 km². Populația este de 35.757 locuitori, determinată în 1 aprilie 2020, prin recensământ.